# II Pegasi
II Pegasi eller HD 224085 är en dubbelstjärna belägen i den norra delen av stjärnbilden Pegasus. Den har en genomsnittlig skenbar magnitud av ca 7,4 och kräver en kraftig handkikare eller ett mindre teleskop för att kunna observeras. Baserat på parallaxmätning inom Hipparcosuppdraget på ca 25,06 mas, beräknas den befinna sig på ett avstånd på ca 130 ljusår (40 parsek) från solen. Den rör sig närmare solen med en heliocentrisk radialhastighet på ca -20 km/s.

## Egenskaper
Primärstjärnan II Pegasi A är en orange underjättestjärna av spektralklass K2 IV. Den har en massa som är lika med ca 0,8 solmassa, en radie som är ca 3,4 solradier och utsänder energi från dess fotosfär ungefär lika med solen vid en effektiv temperatur av ca 4 600 K. Stjärnan är en mycket aktiv RS Canum Venaticorum-variabel (RS CVn), en snäv dubbelstjärna med aktiva stjärnfläckar, som täcker ca 40 procent av dess yta. Den har intensiva flares, som kan observeras i alla våglängder.

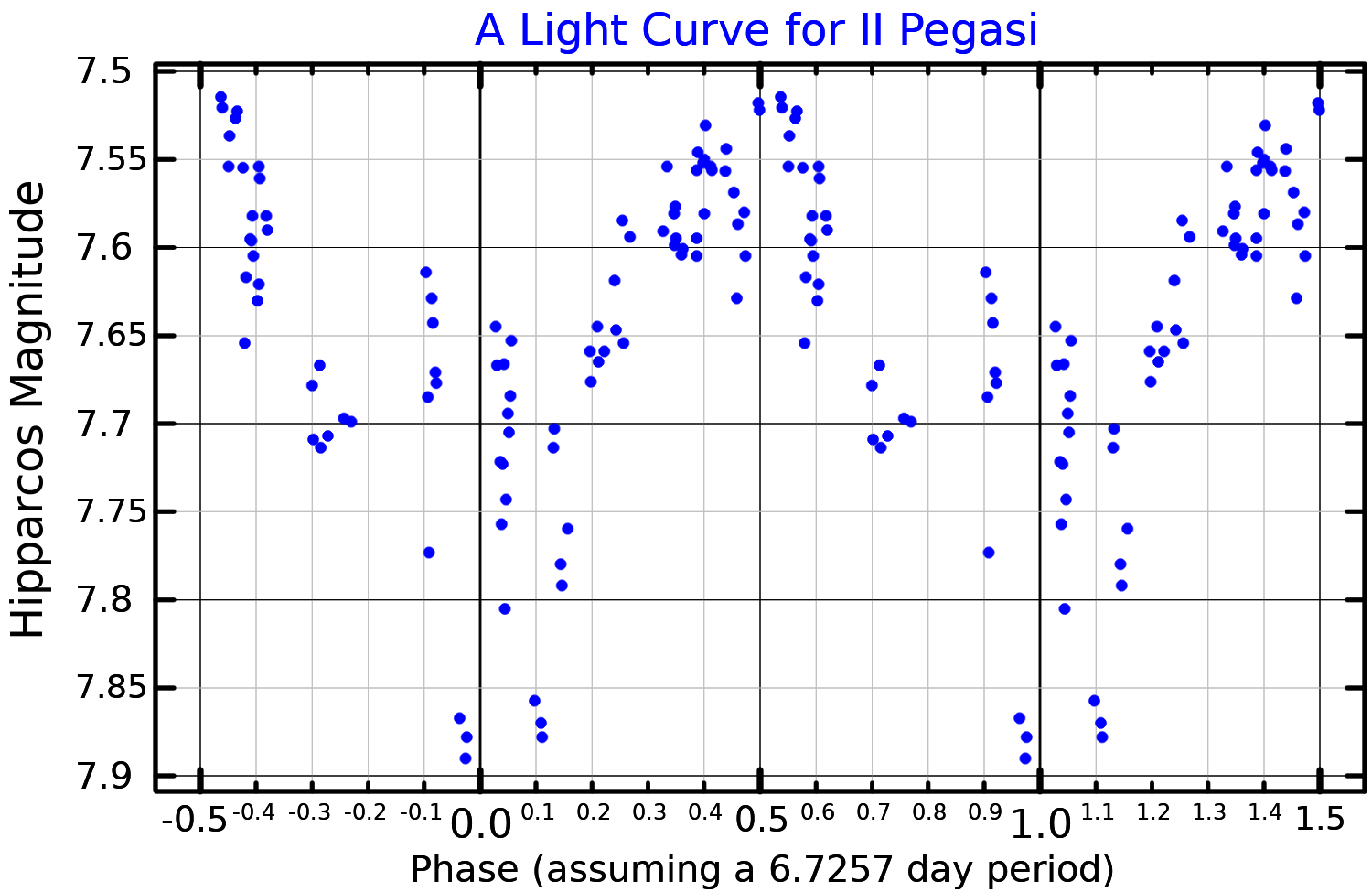
Ljuskurva i visuella bandet för II Pegasi, anpassad från Hipparcosdata

Den mindre följeslagaren (II Pegasi B) ligger för nära primärstjärnan för att kunna ha observerats direkt. Den är en röd dvärg i huvudserien av spektraltyp M. Stjärnorna är tidvattenlåsta i en mycket snäv omloppsbana med en period på 6,7 dygn och en separation av några stjärnradier.

## Observation
Röntgenflares från II Pegasi A observerades med Ariel 5-satelliten på 1970-talet och med senare röntgenobservatorier. I december 2005 upptäcktes en superflare av Swift Gamma-Ray Burst Mission. Det var den största stjärnflaren som någonsin setts och var hundra miljoner gånger mer energisk än solens typiska soluppljus.